# Prêmio James H. Wilkinson
O Prêmio James H. Wilkinson de Análise Numérica e Computação Científica (em inglês:  James H. Wilkinson Prize in Numerical Analysis and Scientific Computing) é concedido a cada quatro anos pela Society for Industrial and Applied Mathematics (SIAM). Homenageia James Hardy Wilkinson. O vencendor da premiação recebe 2 mil dólares mais um cerificado. O recipiente recebe o prêmio na conferência de primavera da SIAM e apresenta na ocasião uma palestra. O prêmio foi concebido especialmente para jovens matemáticos.

## Recipientes
- 1982: Björn Engquist
- 1985: Charles Peskin
- 1989: Paul Van Dooren
- 1993: James Demmel
- 1997: Andrew Mark Stuart
- 2001: Thomas Hou
- 2005: Emmanuel Candès
- 2009: Assyr Abdulle
- 2013: Lexing Ying[2]
- 2017: Lek-Heng Lim
- 2021: Stefan Güttel[3]